# رتو
رتو (به انگلیسی: Ratho) یک روستا در بریتانیا است که در Lothian واقع شده‌است. رتو ۱٬۶۳۴ نفر جمعیت دارد.